# Lugg Island
Lugg Island ist eine kleine Insel vor der Ingrid-Christensen-Küste des ostantarktischen Prinzessin-Elisabeth-Lands. In der Prydz Bay liegt sie 1,5 km nordwestlich von Lake Island vor dem westlichen Ende der Breidnes-Halbinsel in den Vestfoldbergen.
Norwegische Kartographen kartierten sie anhand von Luftaufnahmen der Lars-Christensen-Expedition 1936/37. Das Antarctic Names Committee of Australia benannte sie nach Desmond James Lugg (* 1938), Arzt auf der Davis-Station im Jahr 1963, der die Insel für biologische Studien besuchte.